# Taveirosaurus
Taveirosaurus („Ještěr od vsi Taveiro“) byl rod menšího ptakopánvého dinosaura, známého zatím jen podle fosilních zubů. Žil na území současného Portugalska v období pozdní svrchní křídy (geologický stupeň maastricht), asi před 72 až 66 miliony let.

## Popis
Fosilie tohoto dinosaura byly objeveny v roce 1968 v souvrství Argilas de Aveiro. Holotyp nese označení CEGUNL-TV 10, jedná se ale s největší pravděpodobností o nomen dubium (pochybné vědecké jméno). Formálně byl typový druh Taveirosaurus costai popsán roku 1991. Postupně byl řazen do čeledí Homalocephalidae, Pachycephalosauridae, Nodosauridae i Fabrosauridae. V současnosti o tomto taxonu nemáme mnoho informací a jeho zařazení tak zůstává nejisté.